# Epigynopteryx albicuneata
Epigynopteryx albicuneata är en fjärilsart som beskrevs av Louis Beethoven Prout. Epigynopteryx albicuneata ingår i släktet Epigynopteryx och familjen mätare. Inga underarter finns listade i Catalogue of Life.